# Woolf (cratère)
Pour les articles homonymes, voir Woolf.
Woolf est un cratère d'impact présent à la surface de Vénus.
Ce cratère a ainsi été nommé par l'Union astronomique internationale en 1991 en hommage à l'écrivaine britannique Virginia Woolf.
Son diamètre est de 24,5 km. Il se situe dans la région du quadrangle de Kaiwan Fluctus (quadrangle V-44).